# L'Ennemi public no 0
 (janvier 2023).
Si vous disposez d'ouvrages ou d'articles de référence ou si vous connaissez des sites web de qualité traitant du thème abordé ici, merci de compléter l'article en donnant les références utiles à sa vérifiabilité et en les liant à la section « Notes et références ».
Pour plus de détails, voir Fiche technique et Distribution.
L'Ennemi public no 0 est une comédie burlesque française réalisée par Amalric Gérard, et sorti le 29 mai 2024.

## Fiche technique
- Titre original : L'Ennemi public no 0
- Réalisation et scénario : Amalric Gérard
- Photographie : Hervé Charrazac
- Musique : Goran Bregović
- Costumes : Christiane Bastien
- Sociétés de production : OpéRett et Zorro Entertainement
- Pays de production :  France
- Langue originale : français
- Format : noir et blanc - 2,76:1
- Genre : comédie burlesque
- Durée : 84 minutes
- Date de sortie : 29 mai 2024 (France)[1]

## Distribution
- Danièle Évenou : Grâce
- Aurélie Vaneck : Sandra
- Jean-François Malet : le conseiller emploi
- Laurent Torteroglio : Antoine
- Marc Lafaurie : André
- Sandra Everro : Camille
- Patrick Adler : Mme René
- Pierre Bellemare : lui-même
- Sotele Puleoto : le Wallisien
- Jon Maia (es) : le Basque
- Romain Bouteille : M. Barney
- Amalric Gérard : le premier policier
- Jean-René Etchegaray : Avocat

## Autour du film
Il s'agit d'une comédie caritative, ayant pour but de mettre en avant le syndrome de Rett, dont souffre la fille du réalisateur Amalric Gérard, née en 2008. Les bénéfices serviront à financer la recherche. Il s'agit du premier film de cinéma au monde au profit de la Recherche médicale ; il a été entièrement tourné bénévolement. 
C'est une vraie comédie burlesque qui ne parle pas de choses graves.  
Il s'agit du premier film de cinéma au monde tourné en caméra immersive. 

## Récompenses
L'Ennemi public no 0 a été récompensé dans plusieurs festivals internationaux (Japon, Costa-Rica, Inde, Kurdistan, ...) dans plusieurs catégories (comédie, film féministe, film expérimental, image, montage, …).